# Saint-Pierre-des-Loges
Saint-Pierre-des-Loges est une commune française, située dans le département de l'Orne en région Normandie, peuplée de 160 habitants (les Pétruviens).

## Géographie
Saint-Pierre-des-Loges fait partie du canton de Rai.
| Saint-Evroult-Notre-Dame-du-Bois, Échauffour | Saint-Evroult-Notre-Dame-du-Bois | Saint-Evroult-Notre-Dame-du-Bois |
| Échauffour                                   | Saint-Pierre-des-Loges           | Beaufai                          |
| Échauffour                                   | Sainte-Gauburge-Sainte-Colombe   | Saint-Hilaire-sur-Risle          |

### Hydrographie
La commune est située dans le bassin Seine-Normandie. Elle est drainée par la Risle, le ruisseau de Corru, un bras de la Risle, le fossé 05 de la commune de Saint-Pierre-des-Loges, le fossé 06 de la commune de Saint-Pierre-des-Loges, le fossé 07 de la commune de Saint-Pierre-des-Loges, le ruisseau de la Vallée et le ruisseau des Vaux,.
La Risle, d'une longueur de 145 km, prend sa source dans la commune de Planches et se jette  dans la Seine à Berville-sur-Mer, après avoir traversé 52 communes. 

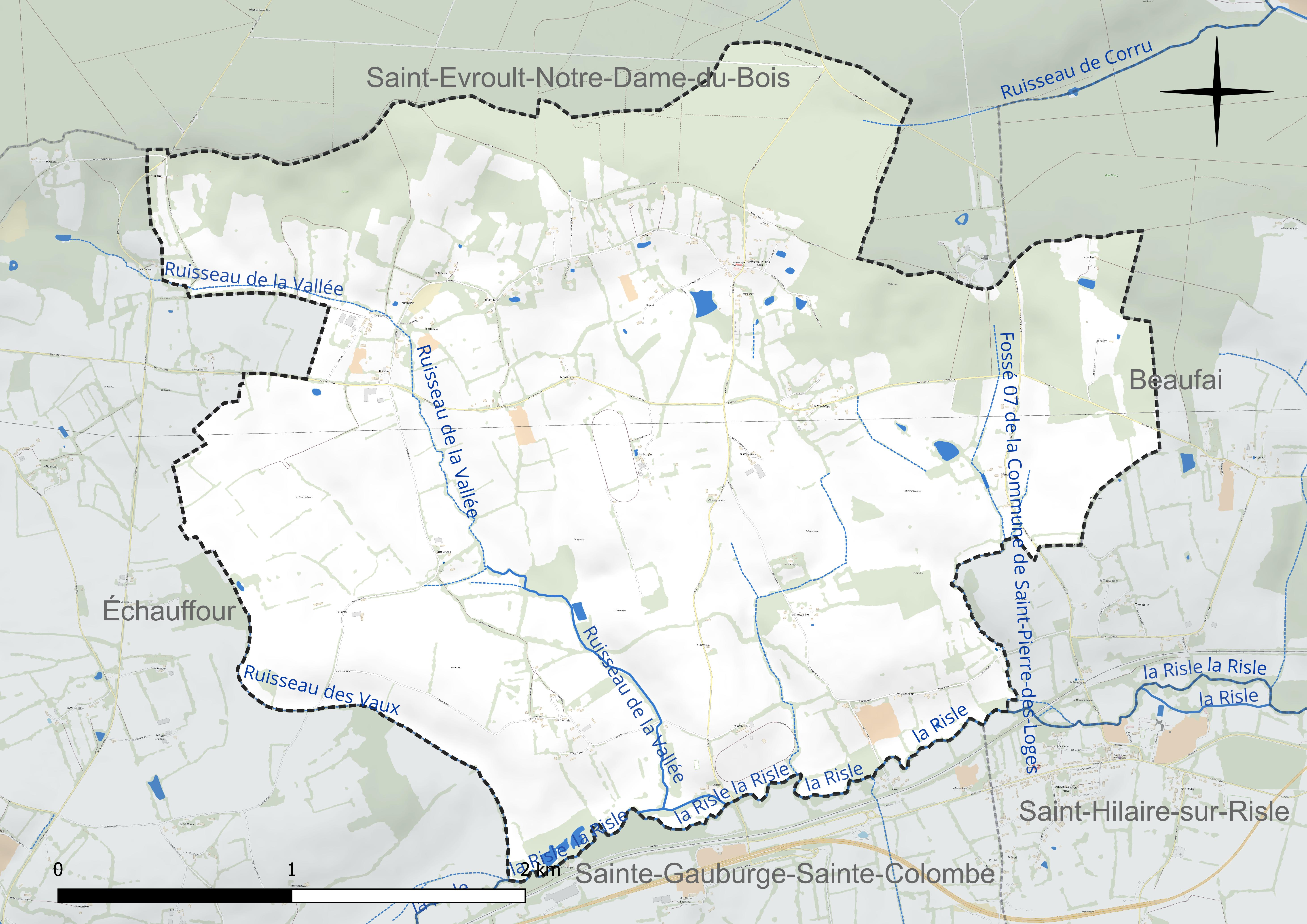
Réseau hydrographique de Saint-Pierre-des-Loges.

### Climat
Pour des articles plus généraux, voir Climat de la Normandie et Climat de l'Orne.
En 2010, le climat de la commune est de type climat océanique dégradé des plaines du Centre et du Nord, selon une étude du CNRS s'appuyant sur une série de données couvrant la période 1971-2000. En 2020, Météo-France publie une typologie des climats de la France métropolitaine dans laquelle la commune est dans une zone de transition entre le climat océanique et le climat océanique altéré et est dans la région climatique Normandie (Cotentin, Orne), caractérisée par une pluviométrie relativement élevée (850 mm/a) et un été frais (15,5 °C) et venté. Parallèlement le GIEC normand, un groupe régional d’experts sur le climat, différencie quant à lui, dans une étude de 2020, trois grands types de climats pour la région Normandie, nuancés à une échelle plus fine par les facteurs géographiques locaux. La commune est, selon ce zonage, exposée à un « climat contrasté des collines », correspondant au Pays d'Ouche et au Perche et bénéficiant d’un caractère continental affirmé avec des précipitations atténuées et des amplitudes thermiques fortes.
Pour la période 1971-2000, la température annuelle moyenne est de 9,7 °C, avec une amplitude thermique annuelle de 14 °C. Le cumul annuel moyen de précipitations est de 848 mm, avec 13,3 jours de précipitations en janvier et 8,5 jours en juillet. Pour la période 1991-2020, la température moyenne annuelle observée sur la station météorologique la plus proche, située sur la commune de La Ferté-en-Ouche à 11 km à vol d'oiseau, est de 10,6 °C et le cumul annuel moyen de précipitations est de 797,5 mm,. Pour l'avenir, les paramètres climatiques de la commune estimés pour 2050 selon différents scénarios d’émission de gaz à effet de serre sont consultables sur un site dédié publié par Météo-France en novembre 2022.

## Urbanisme

### Typologie
Au 1er janvier 2024, Saint-Pierre-des-Loges est catégorisée commune rurale à habitat très dispersé, selon la nouvelle grille communale de densité à sept niveaux définie par l'Insee en 2022.
Elle est située hors unité urbaine. Par ailleurs la commune fait partie de l'aire d'attraction de L'Aigle, dont elle est une commune de la couronne,. Cette aire, qui regroupe 32 communes, est catégorisée dans les aires de moins de 50 000 habitants,.

### Occupation des sols
L'occupation des sols de la commune, telle qu'elle ressort de la base de données européenne d’occupation biophysique des sols Corine Land Cover (CLC), est marquée par l'importance des territoires agricoles (81,2 % en 2018), en augmentation par rapport à 1990 (80,1 %). La répartition détaillée en 2018 est la suivante : 
prairies (49,8 %), terres arables (31,5 %), forêts (18,8 %). L'évolution de l’occupation des sols de la commune et de ses infrastructures peut être observée sur les différentes représentations cartographiques du territoire : la carte de Cassini (XVIIIe siècle), la carte d'état-major (1820-1866) et les cartes ou photos aériennes de l'IGN pour la période actuelle (1950 à aujourd'hui).

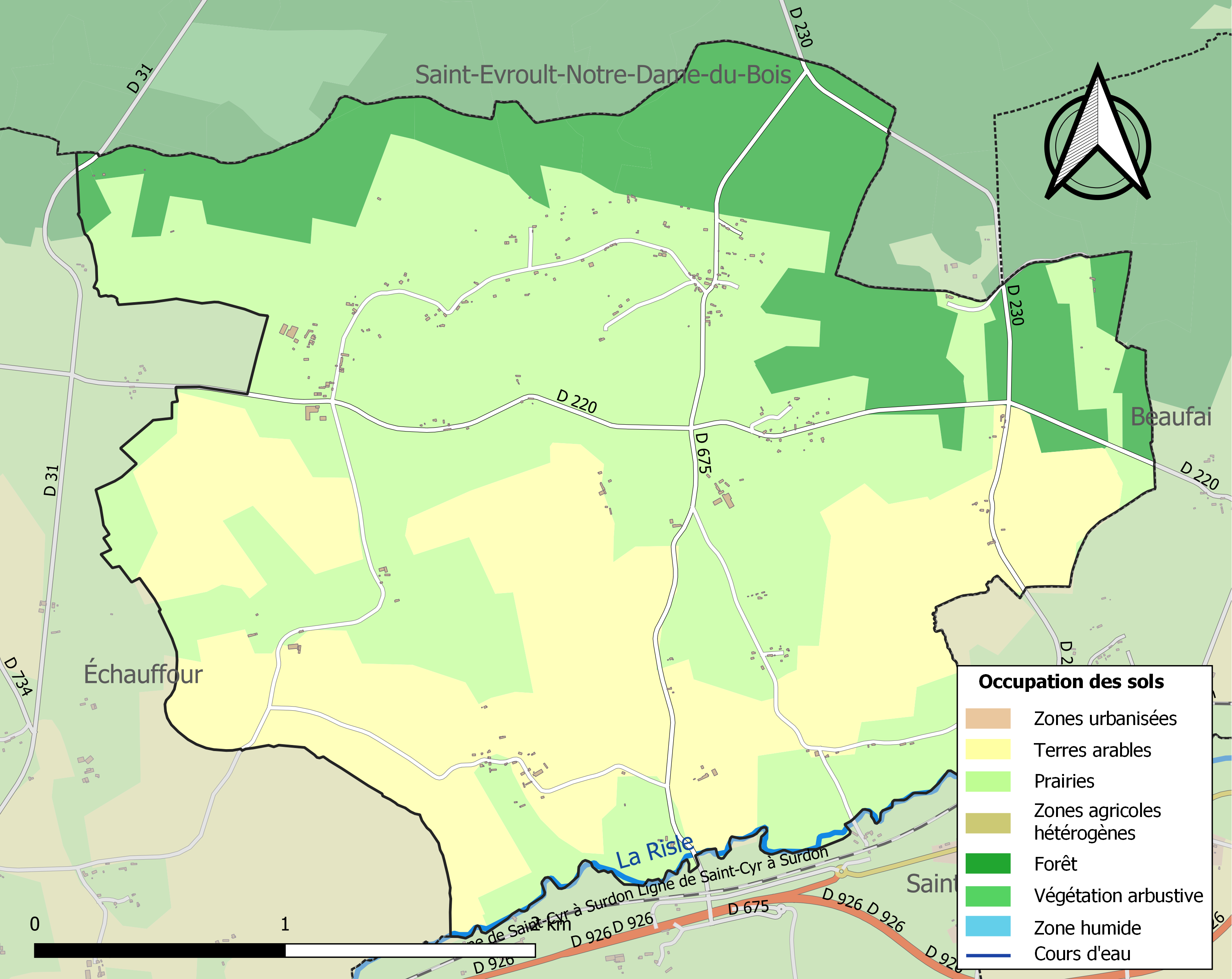
Carte des infrastructures et de l'occupation des sols de la commune en 2018 (CLC).

## Toponymie
Le nom de la localité est attesté sous les formes Les Loges en 1793, Saint-Pierre-des-Loges en 1801.
La paroisse est dédiée à l'apôtre Pierre.
Loges a le sens de « cabanes de feuillage » de l'ancien français, dérivé du germanique lobja.

## Histoire
En 1839, Saint-Pierre-des-Loges (482 habitants en 1836) absorbe Échauménil (180 habitants),.
L'affaire criminelle Anisse Leboë se déroule à Saint-Pierre-des-Loges à la Noël 1923. L'assassin est condamné par la cour d'assises de l'Orne le 13 mai 1924.

## Héraldique
| Blason de Saint-Pierre-des-Loges | Blason  | D'argent à la cotice ondée d'azur accompagnée à dextre de deux maisons de tenné, ouvertes et ajourées de sable, essorées de sinople et rangées en bande en chef et de deux clés de sable passées en sautoir en pointe; au chef brochant sur la cotice, parti de gueules à deux léopards d'or, armés et lampassés d'azur, l'un au-dessus de l'autre, et de sinople au coq d'argent. |
| Blason de Saint-Pierre-des-Loges | Détails | Les deux léopards d'or évoquent les armoiries de la Normandie. Créé par JF Binon.Blason sur l'application PanneauPocket, 2025. |

## Politique et administration
| Période                                  | Période   | Identité        | Étiquette | Qualité            |
| ---------------------------------------- | --------- | --------------- | --------- | ------------------ |
| ?                                        | mars 2001 | Solange Jeusse  |           |                    |
| mars 2001                                | mars 2014 | Daniel Thiboust | SE        | Mécanicien         |
| mars 2014                                | En cours  | Régis Roland    | SE        | Policier municipal |
| Les données manquantes sont à compléter. |           |                 |           |                    |

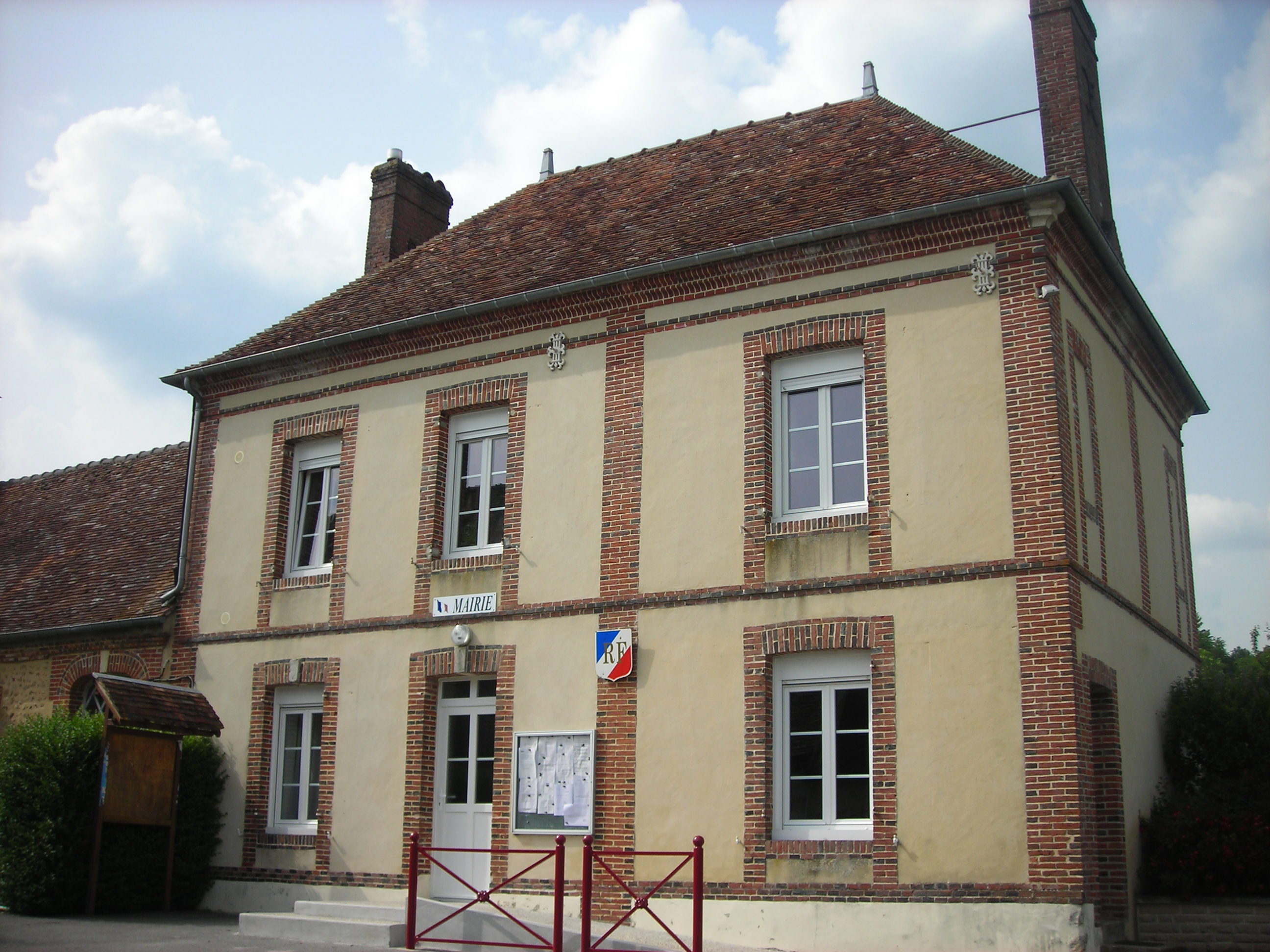
La mairie.

Le conseil municipal est composé de onze membres dont le maire et deux adjoints.

## Démographie
L'évolution du nombre d'habitants est connue à travers les recensements de la population effectués dans la commune depuis 1793. Pour les communes de moins de 10 000 habitants, une enquête de recensement portant sur toute la population est réalisée tous les cinq ans, les populations de référence des années intermédiaires étant quant à elles estimées par interpolation ou extrapolation. Pour la commune, le premier recensement exhaustif entrant dans le cadre du nouveau dispositif a été réalisé en 2006.
En 2022, la commune comptait 160 habitants, en évolution de +1,91 % par rapport à 2016 (Orne : −3,21 %, France hors Mayotte : +2,11 %).
Saint-Pierre-des-Loges a compté jusqu'à 616 habitants en 1841.
| 1793 | 1800 | 1806 | 1821 | 1836 | 1841 | 1846 | 1851 | 1856 |
| ---- | ---- | ---- | ---- | ---- | ---- | ---- | ---- | ---- |
| 470  | 481  | 516  | 434  | 482  | 616  | 560  | 556  | 530  |

| 1861 | 1866 | 1872 | 1876 | 1881 | 1886 | 1891 | 1896 | 1901 |
| ---- | ---- | ---- | ---- | ---- | ---- | ---- | ---- | ---- |
| 492  | 470  | 443  | 420  | 348  | 348  | 342  | 316  | 284  |

| 1906 | 1911 | 1921 | 1926 | 1931 | 1936 | 1946 | 1954 | 1962 |
| ---- | ---- | ---- | ---- | ---- | ---- | ---- | ---- | ---- |
| 299  | 295  | 254  | 254  | 272  | 250  | 290  | 275  | 242  |

| 1968 | 1975 | 1982 | 1990 | 1999 | 2006 | 2011 | 2016 | 2021 |
| ---- | ---- | ---- | ---- | ---- | ---- | ---- | ---- | ---- |
| 208  | 198  | 153  | 138  | 135  | 157  | 169  | 157  | 158  |

| 2022 | - | - | - | - | - | - | - | - |
| ---- | - | - | - | - | - | - | - | - |
| 160  | - | - | - | - | - | - | - | - |

## Lieux et monuments
- Église Saint-Pierre du XVIIe siècle. Une statue du XVIe siècle représentant  la Charité de saint Martin est classée à titre d'objet aux Monuments historiques[33].